# Diptih Križanje (van der Weyden)
Diptih Križanje - znan tudi kot Filadelfijski diptih, Kalvarijski diptih, Kristus na križu z Devico in sv. Janezom, dokončana okoli leta 1460, danes v Muzeju umetnosti Filadelfija. Table so znane po svoji tehnični spretnosti, visceralnem vplivu ter po fizičnosti in neposrednosti, nenavadni za nizozemsko umetnost tistega časa. Muzej za umetnost v Filadelfiji opisuje delo kot »največjo sliko starega mojstra v muzeju«.
Izvor slike pred sredino 19. stoletja ni znan. Njena izjemna ostrina je umetnostne zgodovinarje pripeljala do teorije, da je bila ustvarjena kot nabožno delo, morda za kartuzijo. Ni znano, ali so table predstavljale samostojni diptih, dve tretjini triptiha ali so bile prvotno ena tabla. Nekateri umetnostni zgodovinarji so omenili, da se zdi delo na splošno neuravnoteženo in nima simetrije (kar lahko kaže na manjkajočo tablo ali table). Nedavna raziskava predlaga, da so table delovale kot zunanja polkna izrezljane oltarne slike.

## Table

### Izvor
Ozadje tabel je neznano. Znanstveniki so teoretizirali, da bi lahko bili leva in srednja tabla triptiha, da sta tvorili krili oltarne slike ali da sta bili namenjeni okrasitvi ohišja za orgle. Vlečka Marijinega ogrinjala se nadaljuje na desno tablo, kar dokazuje, da sta bili tabli nameščeni druga ob drugi in ne ločeni (kot bi bili krili oltarne slike). Umetnostni zgodovinar E. P. Richardson je predlagal, da gre za osrednjo tablo izgubljene oltarne slike Cambrai (izdelana med 1455 in 1459), eno samo sliko, ki je zdaj razdeljena na dva dela.
Umetnostna zgodovinarka Penny Howell Jolly je prva predlagala, da je diptih poslikan za neimenovani kartuzijanski samostan. Kartuzijani so živeli hudo asketsko: absolutna tišina, izoliranost v celici, razen vsakodnevne maše in večernice, skupni obrok samo ob nedeljah in prazničnih dneh, kruh in voda ob ponedeljkih, sredah in petkih, oblačila in posteljnina iz najbolj grobega materiala. Sin Van der Weydena Cornelis je vstopil v kartuzijo Herrines okoli leta 1449, v red pa je bil sprejet leta 1450. Umetnik je daroval denar in slike redu že v času svojega življenja ter ga izbral v svoji oporoki. Njegova edina hči Margareta je postala dominikanska redovnica. Umetnostni zgodovinar Dirk de Vos opisuje diptih kot »samostansko navdihnjeno pobožno slikarstvo«, katerega sestavo je »v veliki meri določalo asketsko čaščenje kartuzijanov in dominikancev«.
V prispevku, predstavljenem na konvenciji zgodovinarjev nizozemske umetnosti leta 2006, je konzervator muzeja umetnosti v Filadelfiji Mark S. Tucker ugotovil, da so lesene table nenavadno tanke. Na hrbtni strani vsake strani je našel vodoravno črto lukenj za moznike blizu dna, kar je močno nakazovalo na zdaj manjkajoči konstrukcijski element. Primerjal je to s podobnim stavbnim pohištvom na krilih oltarnih tabel in domneval, da je diptih predstavljal dve tabli od štirih - bodisi dvoplastno levo zaslonko oltarne table bodisi njeno osrednjo tablo. Na podlagi slikovnega sloga je Tucker trdil, da je velika velikost človeških figur glede na velikost tabel bolj v skladu s figurami na krilih izrezljanih oltarnih del kot poslikanimi. Opozoril je tudi, da krila izrezljanih oltarjev po navadi ne poudarjajo globoke perspektive, ki jo pogosto vidimo na poslikanih oltarnih slikah, kar je v skladu s plitvim slikovnim prostorom diptiha. 

## Opis
Figure diptiha so skoraj dve tretjini naravne velikosti. Desna tabla prikazuje namerno nenaravni prizor Križanja. Kristusova kri je vidna na njegovih rokah, nogah in čelu in teče iz rane na boku. Vtis krvi okrepi briljantno rdeča častna tkanina, zavita za njim. Telo močno visi na rokah in tvori lik v obliki črke Y ob obliki črke T križa in pravokotnika krpe. Lobanja in kost ob vznožju križa se nanašata na Adama, prvega človeka, ki ga je Bog ustvaril v judovstvu, krščanstvu in islamu. Kristusov sramni predpasnik plapola v vetru, kar kaže na trenutek smrti.
Na levi tabli je upadla Marija, ki jo podpira sveti Janez Evangelist. Oba sta oblečena v bledo zložene halje in spet predstavljena pred drapirano rdečo častno krpo (ki je glede na gube videti pred kratkim razgrnjena). Visok kamniti zid daje učinek potiskanja figur v ospredje. Temno nebo se sklada s spisom: (Mt 27,45): »Ob šesti uri se je stemnilo po vsej deželi do devete ure.« Temno nebo, močna stena, hladna svetloba in gola tla prispevajo k strogosti slike.
Van der Weyden je v svoji prvi mojstrovini Snemanje s križa (ok. 1435–40) trpljenje Marije med križanjem primerjal s Kristusovim, ko se je zrušila v pozi, ki je odražala njegovo telo, ki je bilo odstranjeno s križa. Na Filadelfijski sliki se obraza Marije in Kristusa zrcalita, prav tako njuna položaja v središču rdeče krpe.
Diptih je bil naslikan pozno v umetnikovem življenju in je edinstven med slikami zgodnje severne renesanse po uporabi ravno nenaravnega ozadja za uprizarjanje figur, ki so še vedno zelo podrobne. Kljub temu kontrast žive rdeče in bele služi za doseganje čustvenega učinka, značilnega za najboljše delo van der Weydna.

## Križanje v Escorialu
Diptih je najbolj povezan z Van der Weydnovim Križanje z Devico in sv. Janezom (ok. 1450–55) v El Escorialu pri Madridu. Escorialovo Križanje predstavlja Kristusa na križu pred ogrnjeno rdečo krpo, podobnosti pa so tudi v drugih slikah. Van der Weyden je to naslikal in podaril kartuziji v Scheutu blizu Bruslja. Filip II. Španski jo je leta 1555 kupil od samostana in jo namestil v kapelo v Segoviji, preden jo je leta 1574 preselil v El Escorial. Figure diptiha so skoraj dve tretjini naravne velikosti; tiste na visoki Escorialovi sliki so popolnoma naravnr velikosti.
Tamytha Cameron Smith v magistrskem delu, v katerem raziskuje vpliv kartuzijanske teologije na Van der Weydenovo sliko v El Escorialu Križanje in diptih Križanje trdi, da sta dve deli »vizualno edinstveni« v umetnikovem opusu »zaradi izjemne ostrosti, preprostosti in težnje k abstrakciji«. Tradicionalna temno modra barva Marije in temno rdeča obleka sv. Janeza sta beljeni, oblačila pa so ostala skoraj bela (barva kartuzije). Smithova ugotavlja »izjemno tišino« diptiha in domneva, da je to lahko bilo zadnje delo Van der Weydna.
V Vita Christi (1374) je kartuzijanski teolog Ludolf Saški predstavil koncept potopitve in projiciranja v svetopisemski prizor iz Kristusovega življenja. Ludolf je svetega Janeza opisal kot trdno zvestega Kristusu, a tudi »okrašenega z briljantnostjo in lepoto, ki jo podeljuje čednost«. Če je bil filadelfijski diptih uporabljen kot Ludolfova nabožna slika (kakršno je bilo escorialovo Križanje prav gotovo), bi se menih lahko vživel v trpljenje Kristusa in Marije, vendar se je lahko tudi sam predstavil na prizorišču kot vedno zvesti (in vedno čeden) sveti Janez. S to predvideno funkcijo lahko vidimo, da je imela odločitev van der Weydna, da odstrani tuje podrobnosti, prisotne v njegovih drugih križanjih, umetniški in praktični namen.

## Obnova
Sliko je leta 1941 pod nadzorom kustosa Johnsonove zbirke Henrija Gabriela Marceauja konzerviral samostojni restavrator David Rosen. V bližini zgornjega roba table je Rosen našel zlato barvo, kar je eden od dejavnikov, zaradi katerega je zaključil, da je bilo modro-črno nebo dodatek iz 18. stoletja. Rosen je strgal temno barvo in dodal pozlačeno nebo, tako je bil diptih razstavljen pol stoletja.
Pregled slike leta 1990, ki ga je konservator filadelfijskega Muzeja umetnosti Mark S. Tucker pokazal malo utemeljitve te spremembe. Sledi zlata so bili minimalni in bi lahko bili ostanki zlatih listov. Kemična analiza je pokazala, da so preživeli ostanki modrega pigmenta na nebu vsebovali azurit enake barve in sestave kot modri pigment v Marijini halji, ki je bil nesporno izviren. Tucker je temeljito očistil in (reverzibilno) obnovil, 1992–93, poslikal zlato, saj je Rosenova restavracija iz leta 1941 odstranila skoraj vse prvotne barve neba.
Obnova 1992–93 je pripeljala do novega vpogleda v umetnika. Široko množenje barv Van der Weydna na modro-črnem nebu je bilo nekaj novega v severnorenesančni umetnosti, čeprav je bilo običajno v italijanskih freskah. Inovativna kompozicija diptiha in skoraj abstraktna uporaba barv lahko predstavlja njegovo sintezo italijanske umetnosti, ki jo je videl na romanju leta 1450 v Rim.

## Poreklo
Poreklo slike, kot je znano, sledi:
- 1856, Madrid. Katalog zbirke Joséja de Madraza, št. 659 in 660. [26]
- junij 1867, Pariz. Dražba zbirke M. le Mis de Salamanca, sklopa 165 in 166. [5]
- Okoli leta 1905, Pariz. Trgovec z umetninami F. Kleinberger proda tablo Kristus na križu Petru A. B. Widenerju, tablo Marija in sv. Janez pa Johnu G. Johnsonu. [5]
- 1906, Filadelfija, ZDA. Johnson kupi tablo Widenerja in ponovno združi polovici. Razstavljeno v Johnsonovem hišnem muzeju na naslovu 510 South Broad Street v Filadelfiji.
- april 1917, Filadelfija. Johnson umre. Diptih postane del njegove zapuščine mestu Fhiladelfija.
- junij 1933, Filadelfija. Zbirka Johnson se preseli v Muzej umetnosti Filadelfija.

## Galerija
Štiri slike ‘’Križanje’’ so pripisane van der Weydnu:  
- Križanje (c. 1425–30), Gemäldegalerie, Berlin, Berlin.
- Abegg triptih (c. 1438–40), Abegg-Stiftung, Riggisberg.
- Triptih Križanje (c. 1440–45), Umetnostnozgodovinski muzej, Dunaj.
- Oltar sedmih zakramentov (c. 1440–45), Kraljevi muzej umetnosti, Antwerpen.